# Рождественская трансформаторная подстанция городского трамвая
Рождественская трансформаторная подстанция — историческое здание, памятник архитектуры регионального значения. Расположена в Центральном районе Санкт-Петербурга, современный адрес дома — Дегтярный переулок, 5, литера А. 

## История
Рождественская подстанция сооружена в 1906—1907 годах в составе строительства первой очереди петербургского трамвая. Проект подстанции был разработан в отделе гражданских сооружений Строительного управления, автор проекта — гражданский инженер А. И. Зазерский.
Всего было построено 5 однотипных тяговых подстанций, расположенных в различных частях города, а именно: Подьяческая (Большая Подьяческая улица, 27), Новопетергофская (11-я Красноармейская улица, 28), Василеостровская (23-я линия, 10), Петербургская (набережная реки Карповки, 14/15) и Рождественская. Они были нужны для преобразования трёхфазного тока, поступавшего с Центральной тепловой трамвайной электростанции, в постоянный.
Строительные работы по устройству здания подстанции начались в мае 1906 года с разборки деревянного дома, располагавшегося на этом участке. Строительство было завершено к маю 1907 года. К оборудованию подстанции было приступлено с начала 1907 года, полностью работы были закончены к осени 1907 года.
Здание подстанции состояло из одноэтажного машинного зала с большими оконными проёмами, где размещалось всё оборудование за исключением аккумуляторной батареи, и трёхэтажной служебной пристройки, в которой помещались контора подстанции, кладовая и квартиры служащих. Кроме того, имелось ещё совершенно изолированное помещение с отдельным входом со двора для помещения аккумуляторов. Под машинным залом имелся высокий кабельный подвал. 
В трёхэтажной части здания были устроены квартиры служащих — заведующего подстанцией, машинистов и их помощников, сторожа, оборудованные ватерклозетами и водой. Здание отапливалось печами, большая часть печей, равно как и все кухонные очаги, были изразцовые. Двор подстанции был вымощен булыжной мостовой и имел канализацию из керамиковых труб.
В 1922 году по решению городских властей Рождественская подстанция № 3 переименована в подстанцию № 3 имени Урицкого. К 1932 году на подстанции взамен одноякорных преобразователей были установлены новые ртутные выпрямители.
Во время блокады Ленинграда подстанция оставалась действующей и была задействована в схеме электроснабжения сети трамвая на 15 апреля 1942 года для пуска пассажирского трамвая.
В 1975 году выполнен капитальный ремонт бывшего административного корпуса: перекрытия по металлическим балкам заменены на сборные железобетонные, заложены кирпичом почти все окна подвала.
В 2022 году выполнена реставрация здания, которая включала в себя фасадные работы, реставрацию интерьеров, в том числе помещений машинного зала, вестибюля, лестничных пролетов и сопутствующие работы (кровельные работы, ремонт подвального помещения, замена ступеней крыльца). Стоимость работ составила 146,5 млн. руб.
По состоянию на 2025 год в здании располагается тяговая подстанция №3 «им. Урицкого» СПб ГУП «Горэлектротранс», которая обеспечивает электроснабжение троллейбусных сетей Центрального района Петербурга.

## Описание
Здание расположено по красной линии Дегтярного переулка и ориентировано вдоль оси северо-восток — юго-запад. Здание стоит на подвалах и состоит из двух объёмов: административного (трёхэтажного) трапециевидного в плане и одноэтажного прямоугольного в плане объема самой подстанции (машинного зала).
Подвал под одноэтажным объёмом здания устроен только в средней части машинного зала, а все пространство между фундаментами заполнено местным крупным песком, по которому сделана бетонная подготовка и уложен чистый пол из метлахских плиток. Капитальные сены здания кирпичные оштукатурены и окрашены. Перекрытие над машинными залами выполнено в виде клёпаных металлических ферм. Перекрытия трёхэтажного объёма здания, в том числе и чердачное по металлическим балкам, за исключением небольшого участка над подвалом, который перекрыт кирпичными сводами. Крыши скатные. Над трёхэтажным объемом здания кровля металлическая из оцинкованного железа по деревянной стропильной системе; над объёмом машинного зала — по металлическим клёпаным фермам.
Фасады здания подстанции решены в приемах модерна; гладко оштукатурены и с элементами штукатурки в технике «шуба», окрашены. В отделке фасадов также присутствует облицовка глазурованным кирпичом. Цоколь облицован плитами красного гранита. По крайним осям фасада трехэтажного объема здания выполнены ризалиты небольшого выноса. Юго-западный ризалит завершён фигурным аттиком с профилированным карнизом, северо-восточный — прямоугольной аттиковой стенкой.
Оконные проёмы трехэтажного объёма здания прямоугольной формы и с лучковыми перемычками, оформлены уплощёнными наличниками с фигурным завершением в уровне второго и третьего этажей, полотенцами под проёмами второго этажа, нишами с фигурными филёнками над проемами второго этажа и нишами под проёмами третьего этажа. Широкие оконные проемы юго-западного ризалита в первом и втором этажах разделены каменными импостами. Между оконными проемами второго и третьего этажа и над третьим этажом прямоугольные и фигурные филенки. Заполнения оконных проемов деревянные. Дворовой фасад оформлен проще, гладко оштукатурен и окрашен, по горизонтали членится междуэтажными профилированными тягами и завершается венчающим карнизом. Оконные проемы прямоугольные и с лучковой перемычкой, заполнения — деревянные.
Дворовый и лицевой фасады объема машинного зала поддерживают контрфорсы. Лицевой фасад объёма машинного зала симметричный с тремя витражными оконными проёмами во всю высоту фасада. Заполнение оконных проёмов металлическое. В оформлении фасадов использованы архивольты, образующие фигурные аттики над окнами, завершённые профилированным карнизом, а также лопатки и полотенца в простенках окон, фигурными нишами. Торцевой фасад объёма машинного зала декорирован фигурными нишами и завершается профилированным венчающим карнизом. Оконные проемы с трапециевидным завершением с металлическим заполнением. Над карнизом фигурный аттик с круглой профилированной рамкой, завершённый профилированным карнизом. Также на торцевом фасаде расположены технологические металлические ворота с входной калиткой. 
Здание обслуживается одной лестницей. Лестница двухмаршевая на косоурах со ступенями из лещадной плиты. Ограждения маршей кованые в виде вертикальных, прямоугольных в сечении прутьев с деревянным поручнем. Площадки лестницы покрыты керамической метлахской плиткой. Вестибюль парадной лестницы прямоугольный плане. Полы вестибюля покрыты двуцветной керамической (метлахской) плиткой рисунка «шахматная доска». Плафон потолка с высокой падугой и стены вестибюля декорированы профилированными филёнками.